# جان کلی (بازیکن فوتبال)
جان کلی (انگلیسی: John Galley؛ زادهٔ ۷ مهٔ ۱۹۴۴) بازیکن فوتبال اهل بریتانیا است.
از باشگاه‌هایی که در آن بازی کرده‌است می‌توان به باشگاه فوتبال ناتینگهام فارست، باشگاه فوتبال پیتربورو یونایتد، باشگاه فوتبال روترهام یونایتد، باشگاه فوتبال ولورهمپتون واندررز، باشگاه فوتبال بریستول سیتی، و باشگاه فوتبال هرفورد یونایتد اشاره کرد.